# 张戎
張戎，CBE（1952年—），原名张二鸿，是英國籍華人作家，現居倫敦。

## 生平
1952年生於中國四川宜賓，外祖父是國民政府军事将领薛之珩，父親是四川宣傳部副部長，文革时是红卫兵、农民、赤脚医生、翻砂工、电工。1971年，被调入成都公私合營工厂。1973年，进入四川大学外语系成为工农兵大学生。毕业后留校任教。1978年，获得公费资助到英国留学。她在英國約克大學取得博士學位，是中華人民共和國建國後首位獲英國大學博士學位的中国公民  。

## 著作
張戎著作有傳記作品《宋氏三姊妹與她們的丈夫》（2019年）、《慈禧：開啟現代中國的皇太后》（2013年）、《毛澤東：鮮為人知的故事》（2005年，與丈夫喬·哈利戴合著)、《孫逸仙夫人宋慶齡傳》（1986年），和得獎自傳《鸿：三代中国女人的故事》（1991年）。

## 外部連結
- 英国广播电台BBC中文网《中国丛谈》特辑（上 （页面存档备份，存于）／下 （页面存档备份，存于））
- BBCChinese 采访录音(使用RealPlayer打开)（1/2 （页面存档备份，存于）／2/2 （页面存档备份，存于））
- 德国之声：张戎“一块块拆卸毛泽东神话” （页面存档备份，存于）